# Carl Czerny
Carl Czerny (někdy též Karl; 21. února 1791, Vídeň – 15. července 1857, Vídeň) byl rakouský klavírista, hudební skladatel a pedagog českého původu. Dnes je znám zejména díky svým etudám a prstovým cvičením pro klavír.

## Životopis
Czerny se narodil ve Vídni v rodině s českými kořeny. Jeho otec Václav Černý přišel do Vídně z Nymburka a sám Carl až do svých deseti let nemluvil německy. Na klavír jej zprvu učil hrát jeho otec, později docházel na hodiny k Johannu Nepomukovi Hummelovi, Antoniu Salierimu a Ludwigu van Beethovenovi.
Carl byl zázračné dítě. Na svém prvním veřejném vystoupení v roce 1800 zahrál Mozartův koncert pro klavír. A byl to právě on, kdo později, v roce 1812, uvedl ve vídeňské premiéře Beethovenův Císařský koncert (Klavírní koncert č. 5).
Czerny začal záhy sám vyučovat hře na klavír. Ve svých 15 letech už byl vyhledávaným učitelem. K jeho žákům patřil i pozdější slavný klavírní virtuos Ferenc Liszt. Liszt posléze svému učiteli věnoval svých 12 Transcendentálních etud pro klavír. Czerny patřil k prvním skladatelům, kteří jako titul svého díla použili výraz etuda (z francouzského étude, studie).
Czerny složil velké množství hudebních skladeb. Počet jeho opusů dosahuje úctyhodného čísla 861. Mezi jeho díla patří mešní skladby, několik rekviem a celá řada symfonií, koncertů, sonát a smyčcových kvartetů. V dnešní době se ovšem většina z jeho skladeb nehraje a Czerny je coby hudební skladatel znám téměř výlučně pouze díky značnému množství didaktických skladeb pro klavír, jež složil a které se dodnes používají při výuce hry na klavír. Jako skladatel koncertní hudby je Czerny zatím stále nedoceněn.

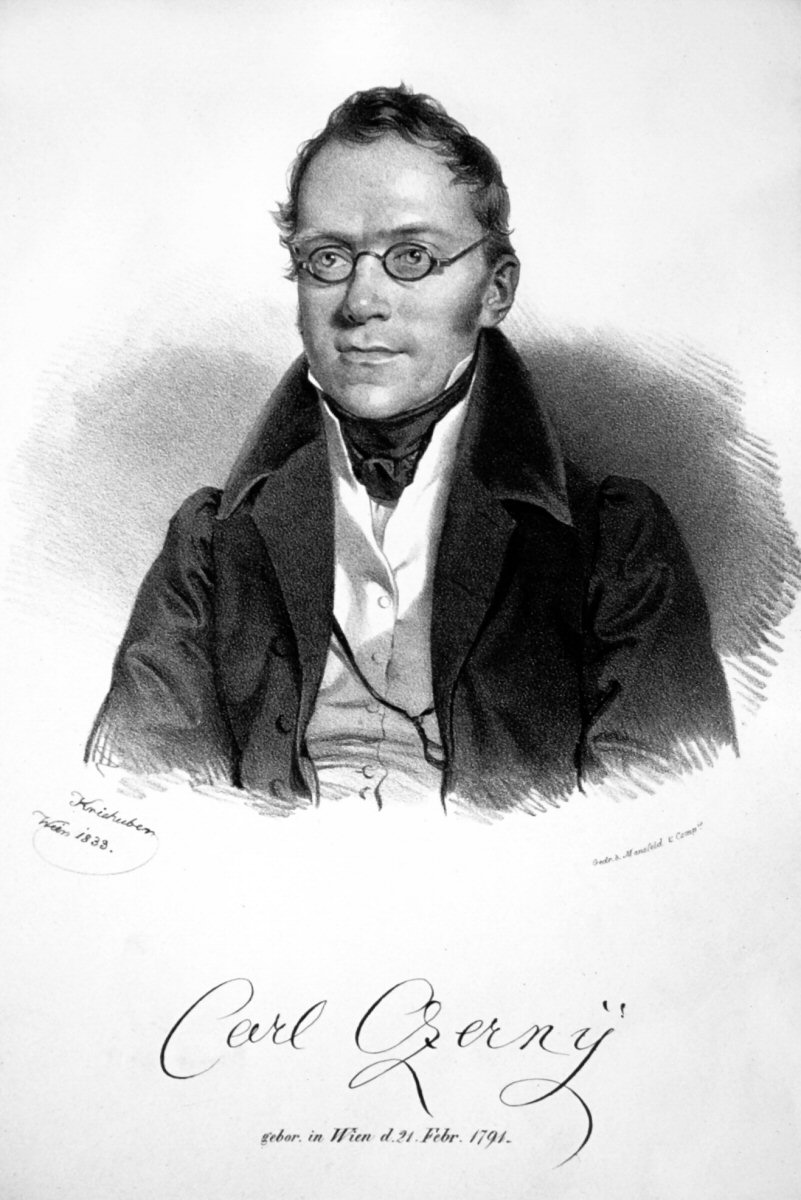
Carl Czerny, litografie z roku 1833 od Josepha Kriehubera

Carl Czerny zemřel ve Vídni ve věku 66 let.